# Symplocos condorensis
Symplocos condorensis är en tvåhjärtbladig växtart som beskrevs av B. Ståhl. Symplocos condorensis ingår i släktet Symplocos och familjen Symplocaceae. Inga underarter finns listade i Catalogue of Life.